# Monumento alla pace dei bambini

Monumento alla pace dei bambini.

Il Monumento alla pace dei bambini (原爆の子の像?, Genbaku no ko no zō, letteralmente "statua ai bambini colpiti dalla bomba atomica") è un memoriale realizzato per commemorare Sadako Sasaki e le migliaia di bambini vittime della bomba atomica di Hiroshima. Il monumento si trova a Hiroshima, Giappone, ed è dedicato a Sadako Sasaki, una giovane ragazza che morì di leucemia a seguito delle radiazioni emanate dalla bomba atomica sganciata su Hiroshima il 6 agosto 1945.

## Descrizione
Il monumento si trova nel Parco della memoria della pace di Hiroshima. Progettato dagli artisti locali Kazuo Kikuchi e Kiyoshi Ikebe, è stato costruito utilizzando denaro proveniente da una campagna di raccolta fondi tra i bambini delle scuole giapponesi e tra compagni di classe di Sadako Sasaki. La statua principale ha il titolo I bambini della bomba atomica ed è stata inaugurata il 5 maggio 1958, in occasione della festività del Kodomo no hi ("giorno dei bambini").
Sadako Sasaki, che morì di leucemia a seguito delle radiazioni della bomba atomica, è immortalata nella parte superiore della statua, dove tiene una gru a filo sopra la testa. Poco prima di morire, ella ebbe una visione che le suggerì di creare mille gru. Una tradizione giapponese dice che se si crea un migliaio di gru, è concesso realizzare un desiderio. Il desiderio di Sadako era quello di avere un mondo senza armi nucleari. Migliaia di gru origami provenienti da tutto il mondo vengono offerte e deposte intorno al monumento. Un'altra antica tradizione giapponese dice che chi si inchina davanti a mille gru può realizzare un desiderio.
Il loro significato è che i bambini che le realizzano e coloro che visitano la statua desiderano un mondo senza guerre nucleari, dato che la statua è dedicata alla storia di Sadako che morì di leucemia indotta dalle radiazioni nucleari. Una mostra realizzata al Museo della Pace di Hiroshima narra che entro la fine del mese di agosto 1955, Sadako aveva raggiunto il suo obiettivo di realizzare le mille gru. Purtroppo, il suo desiderio non si realizzò e morì di leucemia il 25 ottobre 1955. La ragione principale della morte fu l'avvelenamento da radiazioni causato dalla bomba atomica Little Boy.
Sotto la struttura principale si trova una gru di bronzo che funziona come un carillon quando è spostata dal vento e batte contro una campana della pace a cui è sospesa. I due pezzi sono stati donati dal premio Nobel, Hideki Yukawa.
Alla base del monumento si trova una lastra di marmo nero su cui è inciso in giapponese:
Le figure che circondano il monumento sono angeli, ad indicare che Sadako è in cielo tra gli altri angeli che sono morti durante il bombardamento atomico di Hiroshima.
Oggi, persone di tutto il mondo hanno la possibilità di donare le gru che hanno realizzato in onore di Sadako e degli altri bambini defunti.